# 宮永國子
宮永 國子（みやなが くにこ）は、日本の文化人類学者。博士（文化人類学）（ブリティッシュ・コロンビア大学）。

## 人物
1967年国際基督教大学教養学部卒業
1970年カリフォルニア大学ロサンゼルス校文化人類学科修士課程修了
1983年ブリティッシュ・コロンビア大学文化人類学科博士課程修了
1990年国際基督教大学教養学部助手
1991年国際基督教大学教養学部助教授
1997年国際基督教大学教養学部教授
2005年多摩大学ルネサンスセンター教授
2007年多摩大学グローバルスタディーズ学部長

## 著書

### 単著
- 『The Creative Edge: Emerging Individualism in Japan』（Transaction Publishers、1991年）

- 『人類学的出会いの発見』（世界思想社、1994年）

- 『グローバル化とアイデンティティ』（世界思想社、2000年）

- 『グローバル社会のアイデンティティ実験記録』（明石書店、2004年）

- 『とつぜん会社が英語になったら…「まっとうな英語」のすすめ』（武田ランダムハウスジャパン、2010年）

- 『英対話力』（青土社、2013年）

- 『大人の英語力』（青土社、2014年）

### 共編著
- 『グローバル化とアイデンティテイ・クライシス』（明石書店、2002年）

- 『グローバル化とパラドックス』（世界思想社、2007年）

### 訳書
- 『個のアイデンティティ』Ｋ．バリッジ著（世界思想社、1997年）